# Quesadilla

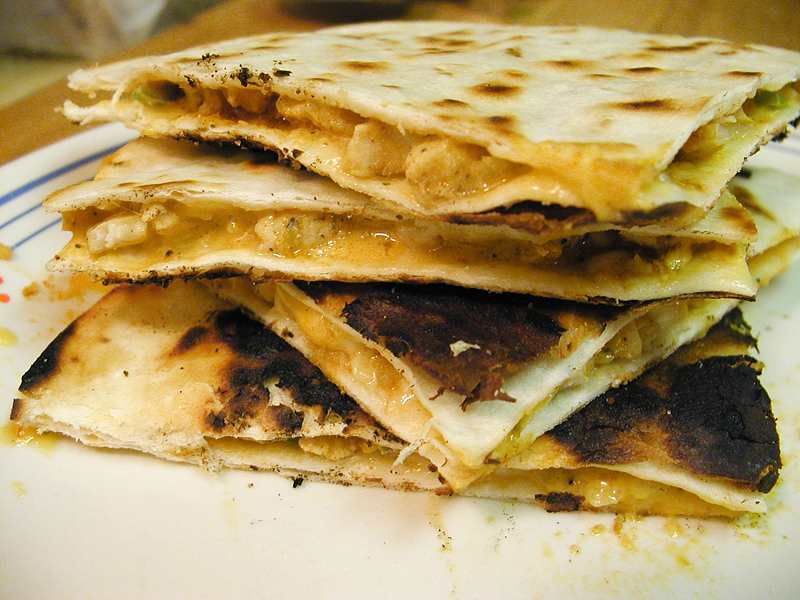
Quesadille pszeniczne

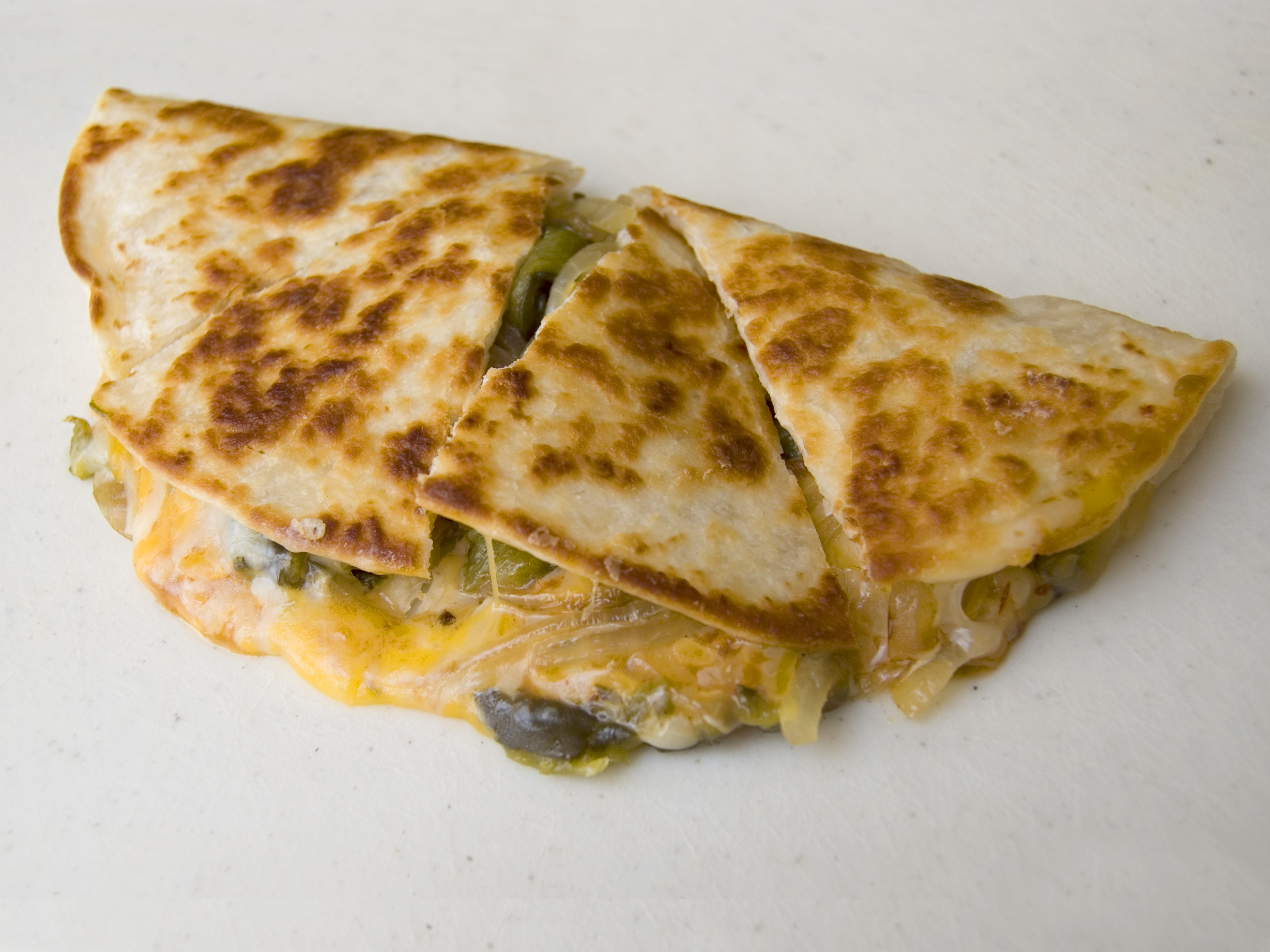
Sposób przecięcia quesadilli

Quesadilla (IPA: kesaˈðiʎa) – danie kuchni meksykańskiej; tortilla z masy kukurydzianej z roztopionym serem. Tradycyjnie stosuje się ser typu Oaxaca, lecz bywa on zastępowany również innymi rodzajami sera. Często do quesadilli dodaje się różne opcjonalne składniki – ziemniaki, grzyby, cuitlacoche, pokrojoną w paski paprykę jalapeño, kiełbaski chorizo itd. Na północy Meksyku używa się tortilli z pszenicy.

## Przygotowanie
Głównym składnikiem jest kukurydziana tortilla. Nakłada się na nią łatwo topiący się ser, po czym składa się tortillę na pół. Następnie ogrzewa się ją w comalu na małym ogniu tak, aby tortilla zanadto się nie spiekła, a jednocześnie ser dobrze się roztopił.

## Odmiany
- Quesadilla de flor de calabaza – z dodatkiem sosu z kwiatów dyni
- Quesadilla gringa – z dodatkiem mięsa